# Farida Magdi
Farida Magdi (1 de enero de 2005) es una deportista egpicia que compite en judo. Ganó dos medallas de bronce en los Juegos Panafricanos de 2023, en las categorías de –70 kg y equipo mixto.

## Palmarés internacional
| Juegos Panafricanos | Juegos Panafricanos | Juegos Panafricanos | Juegos Panafricanos |
| Año                 | Lugar               | Medalla             | Categoría           |
| ------------------- | ------------------- | ------------------- | ------------------- |
| 2023                | Acra (Ghana)        | Medalla de bronce   | –70 kg              |
| 2023                | Acra (Ghana)        | Medalla de bronce   | Equipo mixto        |